# Santiago Ascacíbar
Santiago Ascacíbar (La Plata, 25 februari 1997) is een Argentijns voetballer die doorgaans als defensieve middenvelder speelt. Hij verruilde VfB Stuttgart op 1 januari 2020 voor Hertha BSC. Ascacíbar debuteerde in 2018 in het Argentijns voetbalelftal.

## Clubcarrière
Ascacíbar speelde in de jeugdopleiding van Estudiantes. Daarvoor debuteerde hij op 8 februari 2016 in de Argentijnse Primera División, tegen CA Lanús. Ascacíbar kwam in zijn debuutseizoen tot zeventien competitieduels. Op 15 maart 2017 maakte hij zijn debuut in de Copa Libertadores, tegen Botafogo.

## Clubstatistieken
| Seizoen     | Club          | Competitie       | Competitie | Competitie | Beker | Beker | Internationaal | Internationaal | Totaal | Totaal |
| Seizoen     | Club          | Competitie       | Wed.       | Dlp.       | Wed.  | Dlp.  | Wed.           | Dlp.           | Wed.   | Dlp.   |
| ----------- | ------------- | ---------------- | ---------- | ---------- | ----- | ----- | -------------- | -------------- | ------ | ------ |
| 2016        | Estudiantes   | Primera División | 17         | 0          | 1     | 0     | 2              | 0              | 20     | 0      |
| 2016/17     | Estudiantes   | Primera División | 24         | 0          | 0     | 0     | 6              | 0              | 30     | 0      |
| Club totaal | Club totaal   | Club totaal      | 41         | 0          | 1     | 0     | 8              | 0              | 50     | 0      |
| 2017/18     | VfB Stuttgart | Bundesliga       | 29         | 0          | 2     | 0     | —              | —              | 31     | 0      |
| 2018/19     | VfB Stuttgart | Bundesliga       | 27         | 0          | 0     | 0     | —              | —              | 27     | 0      |
| Club totaal | Club totaal   | Club totaal      | 56         | 0          | 2     | 0     | 0              | 0              | 58     | 0      |

Bijgewerkt t/m 22 juli 2019

## Interlandcarrière
Ascacíbar speelde drie wedstrijden voor het Argentijnse team op de Olympische Spelen 2016 en debuteerde in 2017 in Argentinië –20. Daarmee nam hij deel aan het Zuid-Amerikaans kampioenschap –20 van 2017 en het WK –20 van 2017. Ascacíbar maakte op 8 september 2018 zijn debuut in het Argentijns voetbalelftal. Hij speelde toen de tweede helft in een met 0–3 gewonnen oefeninterland tegen Guatemala.